# Mas Blau (métro de Barcelone)
Mas Blau est une station de métro espagnole de la ligne 9 (branche sud) du métro de Barcelone. Elle est située sous la rue de l'Alta Ribagorça, dans la ville d'El Prat de Llobregat. Commune de la comarque de Baix Llobregat dans la province de Barcelone en Catalogne.
Mise en service en 2016, c'est une station de la Transports Metropolitans de Barcelona (TMB) qui gère également les lignes d'autobus en correspondances.

## Situation sur le réseau
Établie en souterrain, la station Mas Blau est située sur la ligne 9 du métro de Barcelone (zone sud), entre les stations Parc Nou, en direction de Zona Universitària, et Aeroport T2, en direction de Aeroport T1.

## Histoire
La station Mas Blau est mise en service le 12 février 2016, lors de l'ouverture de l'exploitation de la zone sud de la ligne 9 entre les stations Zona Universitària et Aeroport T1. Réalisée par l'architecte Fermín Vázquez de l'agence B720 Arquitectes elle dispose d'une décoration soignée.

## Service aux usagers

### Accueil
La station est accessible par une bouches, avec escaliers, escalators et ascenseurs, située sur la rue Alta Ribagorça près du croisement avec l'avenue Garrigues. Elle donne accès au premier niveau où se trouve le hall d'accueil, avec des automates pour l'achat des titres de transport, des tourniquets d'accès aux deux quais, situés au deuxième niveau, et des espaces techniques et de contrôle. Le deuxième niveau est également accessibles par des escaliers, escalators et ascenseurs. Les deux quais, longs de 100 mètres, sont équipés de portes palières.

### Desserte
Mas Blau est desservie par les rames, du métro automatique, de la ligne 9, relation Zona Universitària-Aeroport T1, à raison d'une toutes les sept minutes en semaine.

### Intermodalité
Elle permet notamment la desserte du secteur industriel Mas Blau II.